# 沙田車公廟

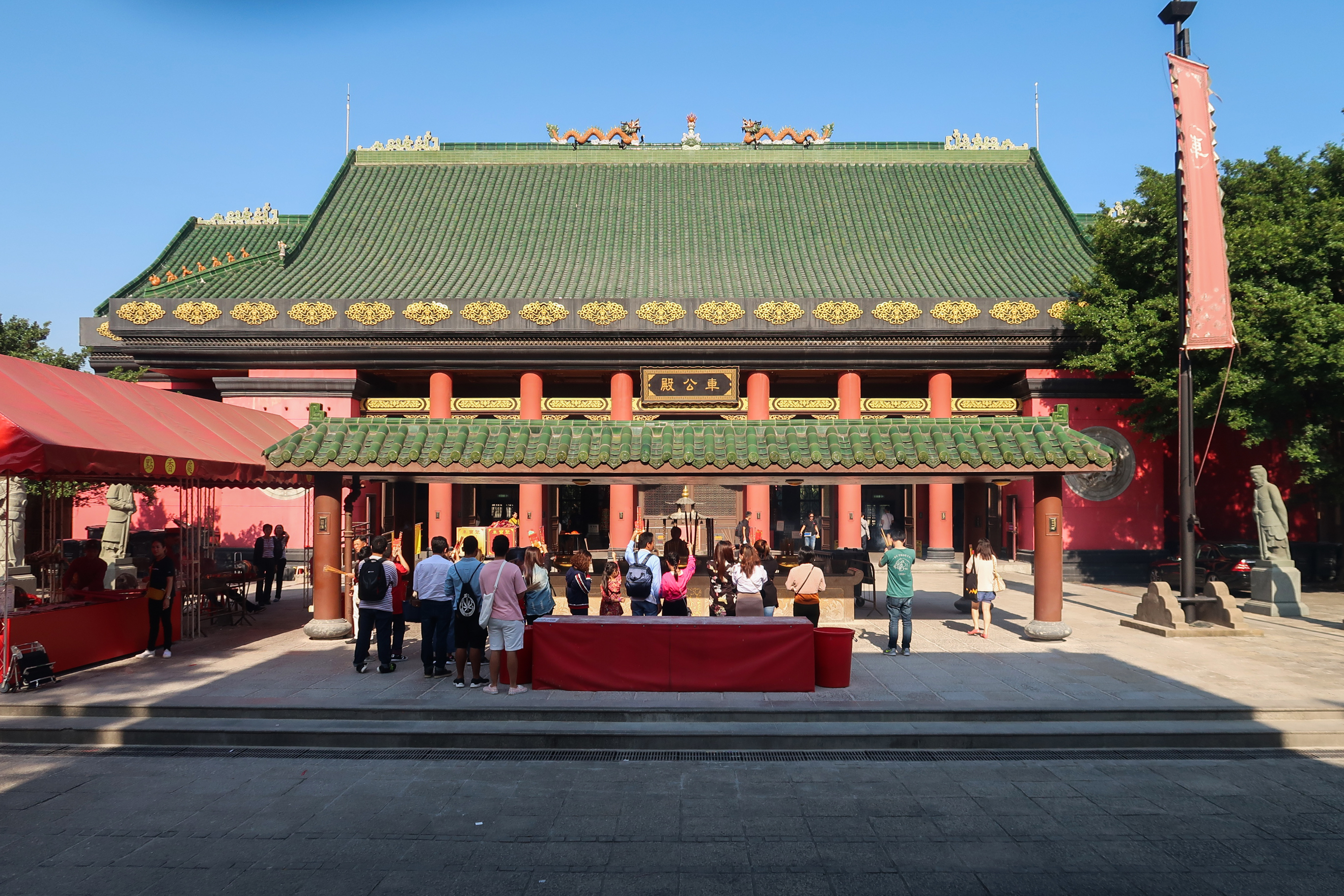
翻新後的沙田車公廟

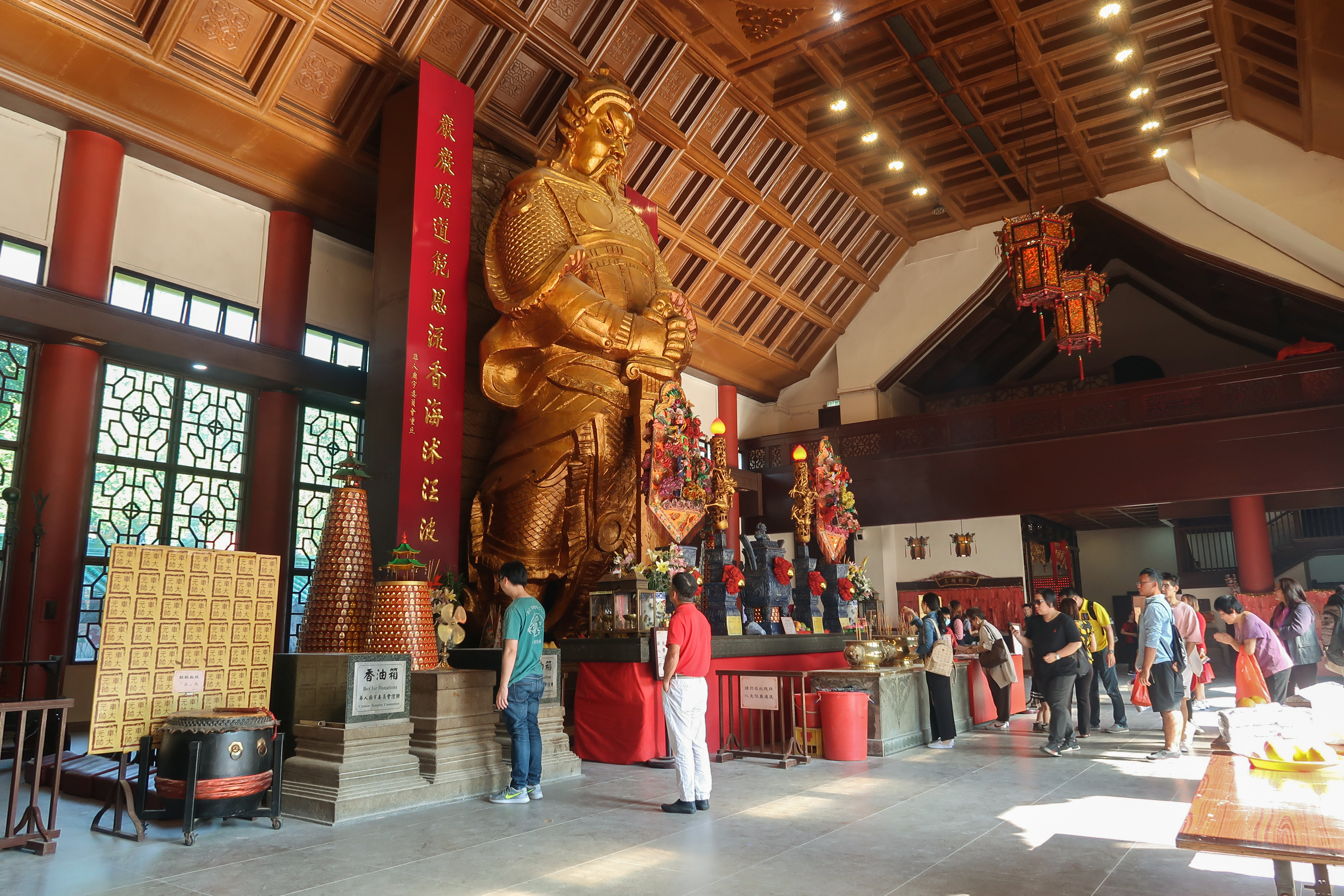
廟內的主角是車公將軍神像

沙田車公廟（英語：Che Kung Temple）又稱大圍車公廟俗稱車公廟，是香港新界沙田區大圍一座廟宇，其中在現有廟宇建築物後舊廟為一座香港二級歷史建築，主祀車公。車公，是宋朝末年的一名忠臣，蒙古滅宋，宋帝昺逃到廣東，車公一直護駕到香港，途中病逝。故受到當地鄉民的紀念與奉祀。
每年農曆年初二車公誕，香港政府都會派出官員（近年為新界鄉議局主席）代表香港，到沙田車公廟為香港來年運程求籤。車公誕原為農曆年初二，蓋因年初三是「赤口」，不宜拜年，男女善信於是改於年初三拜車公了，每年農曆年初三，車公廟就會人頭湧湧、香火鼎盛，各男女善信上香朝拜後多會轉動壇前的銅風車，祈求新一年轉出好運新機。有部分還會於每年農曆3月27日、6月6日和8月16日等到廟祭祀。據華人廟宇委員會指，車公廟每年參拜人數達50萬人次。
現時向公眾開放的車公廟建築，在1991年開始重建，1994年完成，全部費用達5,000多萬港元。新廟總面積達5,350平方米多。遊人進入沙田車公廟費用全免，但不少參觀者均會捐獻一些香油以贊助廟宇的修葺開支。原有的車公古廟則位於新建築之後，建於17世紀，但實際建於何時已不可考，又據廟內碑記所載，古廟曾於光緒十六年（1890年）重修，目前不會開放給市民入內參拜。

## 建廟原因

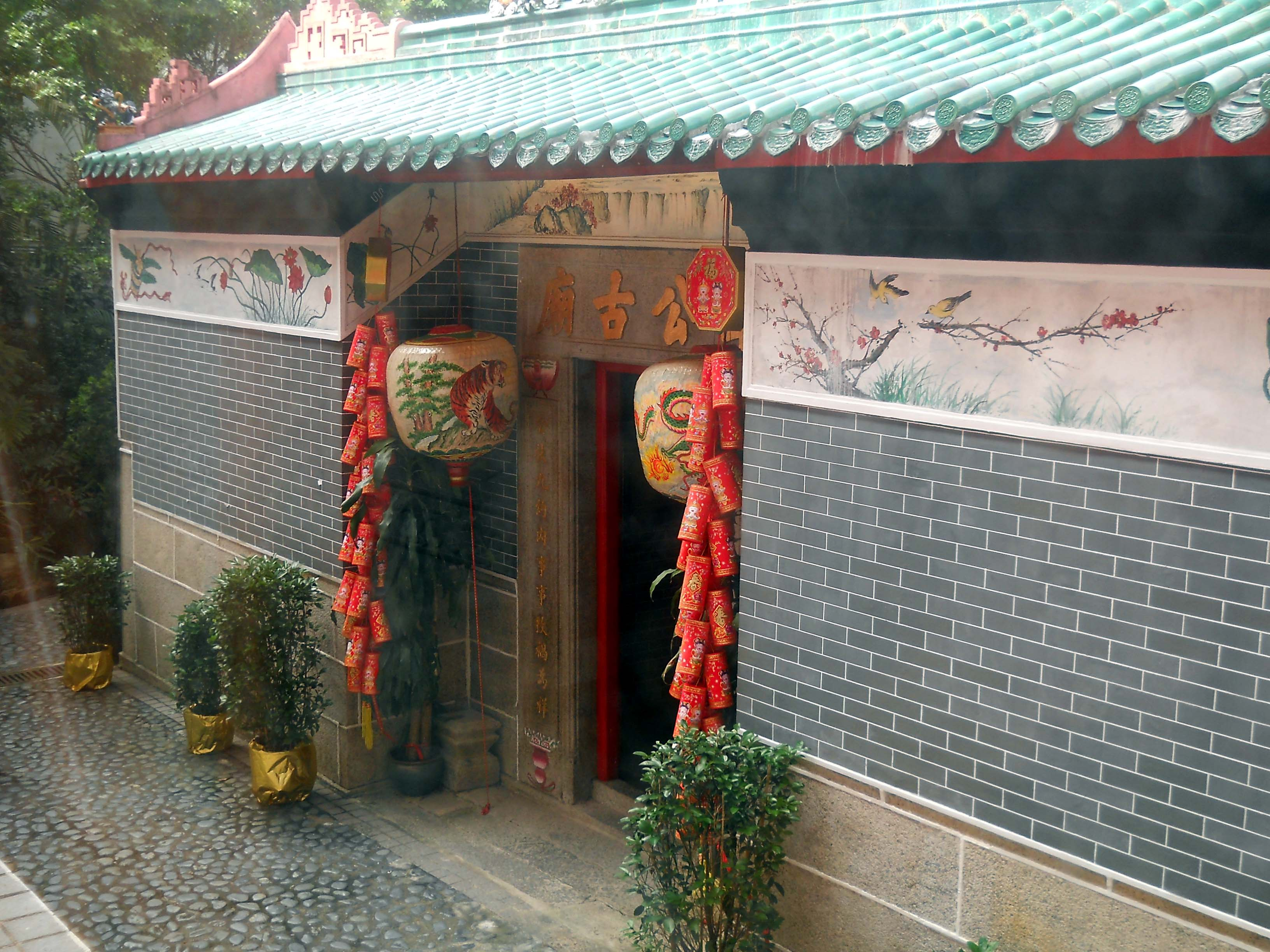
位於新廟之後的車公古廟

相傳車公為南宋末年時的一名勇將，籍貫江西南昌五福，因勘平江南之亂有功，被封為大元帥。後來，蒙古大軍犯境，宋軍無力反抗，節節敗退。宋帝昺南下，逃難來港。當時，車公亦在護駕的行列之中，但他在途中病逝。由於他精通醫術，愛民若赤，深受村民尊敬。他逝世後，村民便於西貢蠔涌建車公廟，供奉他祖先三代。
大圍車公廟的建立，有兩個不同的傳說，其一與鎮壓瘟疫有關，而另一則與田心村開村的風水有關。明末崇禎年間，新界各地突然疫症流行。當地鄉民研究史書及縣志，發現車大元帥，不特平賊有功，所到之處，疫症亦立刻停止。因此便建廟供奉，以祈疫症停止。沙田村民原先希望請車公到沙田救災，但蠔涌的父老只准沙田村民請車公的孫兒到沙田供奉。
另一傳說，昔日田心村創村時，曾聘請風水大師到村勘察，發覺村前有三支河流交匯在此。同時，背後枕山奇突，風水極佳，最適合興建一座廟宇，除有座鎮水口的作用外，並可使該村日後丁財兩旺。因此，村民便集資在該處興建這座廟宇，供奉車大元帥。 
大圍車公廟有悠久歷史，它與上環文武廟、竹園的黃大仙廟、佛堂門大廟，並列為香港四大廟宇。因其地理環境奇特，枕山為圓渾的太陰金星，它建於該山的左邊山腳下，為風水學“太陰乙角”的建法；更有蟾蜍石（應星石）鎮於山頂之上；左前方有獅子山及望夫山鎮守，右前方有針山作貴人守護；城門河之支流更從廟之右前方，蜿蜒流向廟前，故有利於求偏財之應。

## 建築特色
車公廟後方的車公古廟，這才是原本的沙田車公廟，並不對外開放供遊人參拜。現車公廟實為1980年代初為發展旅遊而新建。車公古廟建廟年份已不可考，但嘉慶年間的《新安縣志》已有「在縣東九十里瀝源村下有車公古廟」的記載，估計嘉慶年間已建有此廟，又據廟內碑記所載，古廟曾於光緒十六年（1890年）重修。古廟入口兩旁刻有一副對聯：「車轉普天下般般醜心變好，公扶九約內事事改禍為祥」。新廟左邊的走廊上，則有多個解簽相士攤檔。主殿兩旁分別建有一座鐘樓和一座鼓樓，車公像屹立於主殿中央的神壇上，兩旁擺放著風車，坊間傳說轉動風車可帶來好運。轉風車分為順向和逆向。

## 重修

### 2007年重修
近年，車公廟的部份屋頂瓦片有鬆脫之跡象，故此華人廟宇委員會計劃於2007年中起為廟宇進行重鋪廟頂瓦片之工程，並同時發起「一瓦一願」捐修計劃，共籌得五百萬元善款修葺廟宇，工程第一期於2007年12月動工，2008年8月完工。工程主要包括更換正殿上之綠色瓦片、正脊上增添雙龍寶珠雕塑以象徵幸運、擴建外牆飛簷，並於廣場上增建拜亭等等。10月26日，車公廟舉行了嘉冠雙龍寶珠鎮坐開光儀式，請來道教經師誦經及進行開光科儀

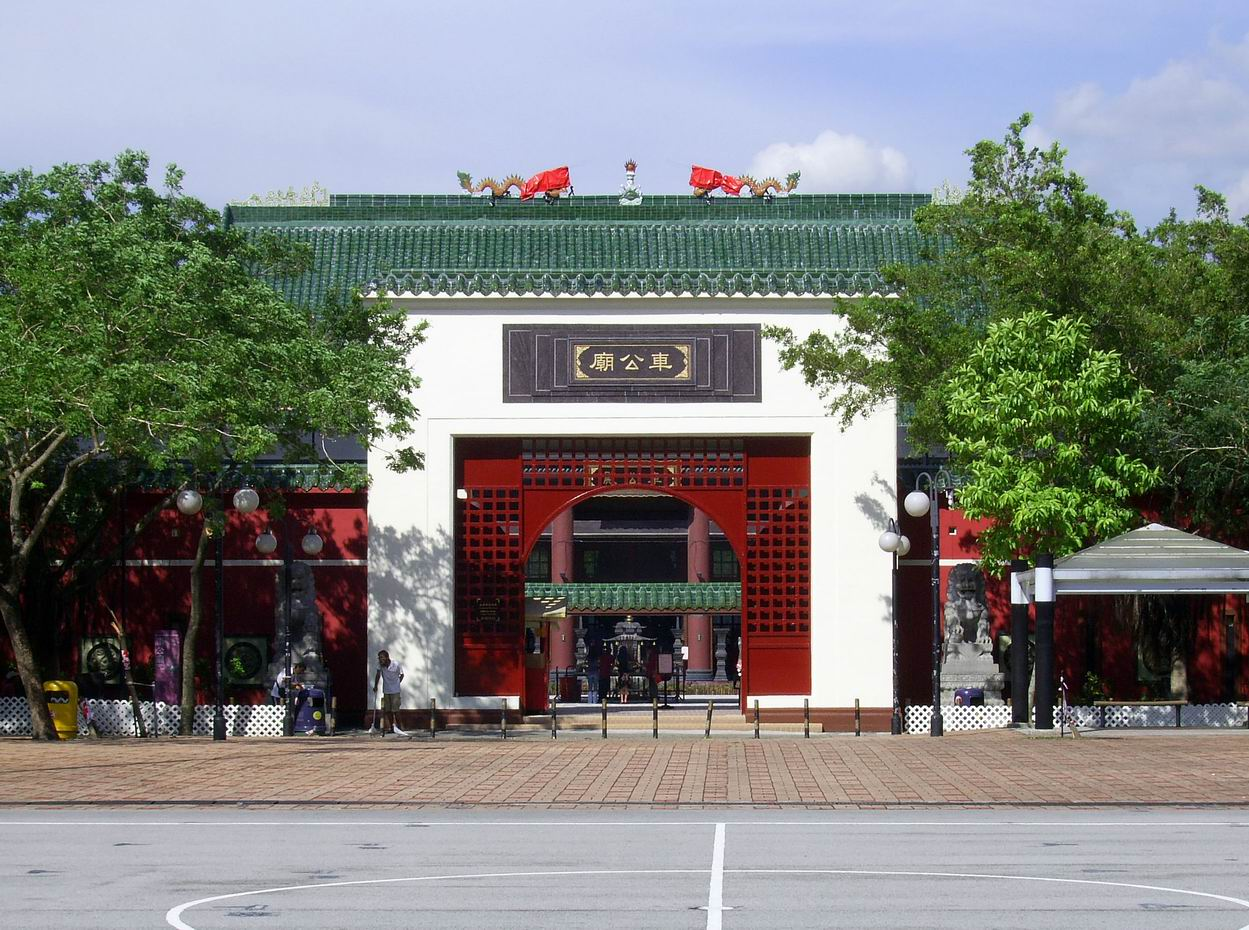
車公廟正門
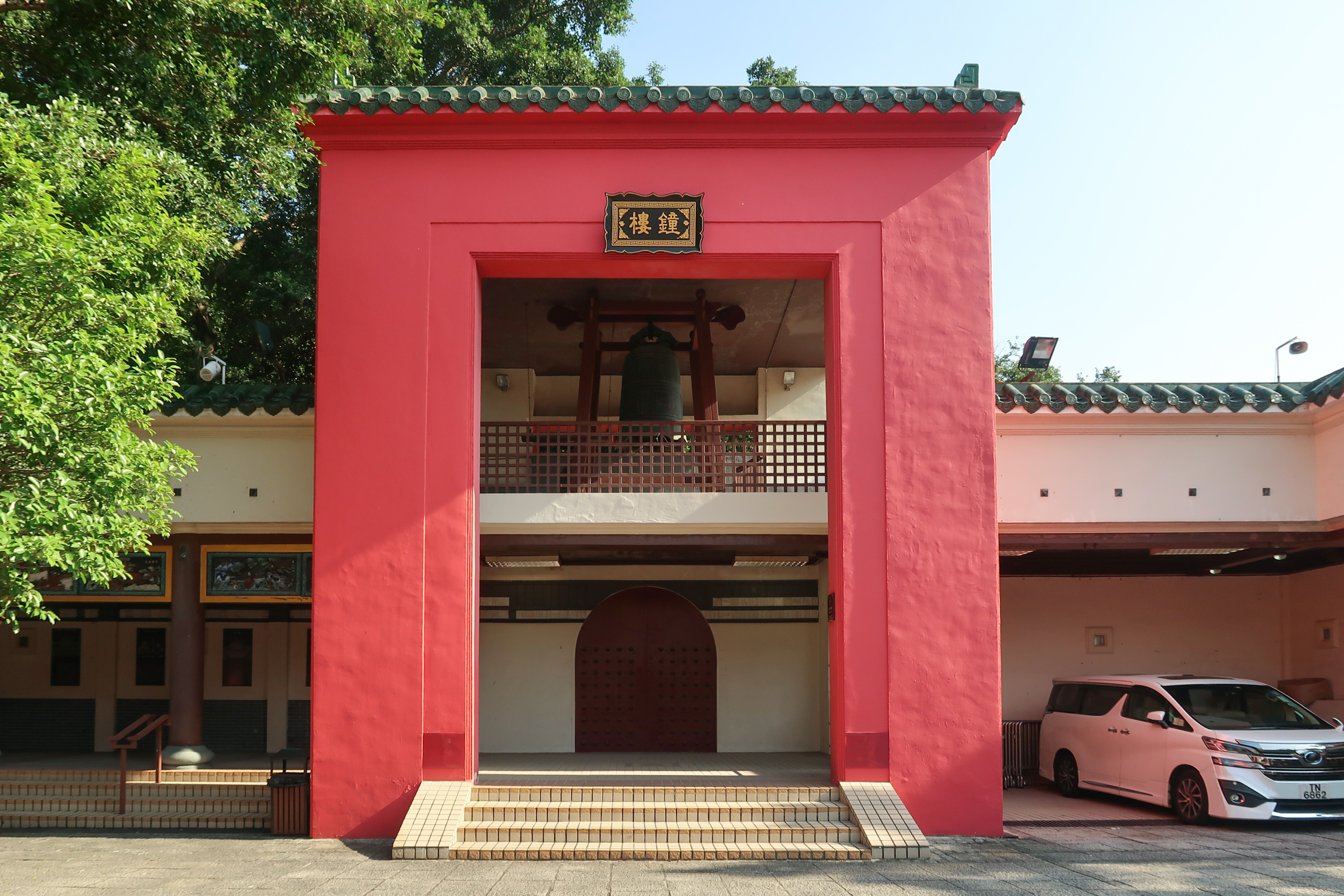
鐘樓
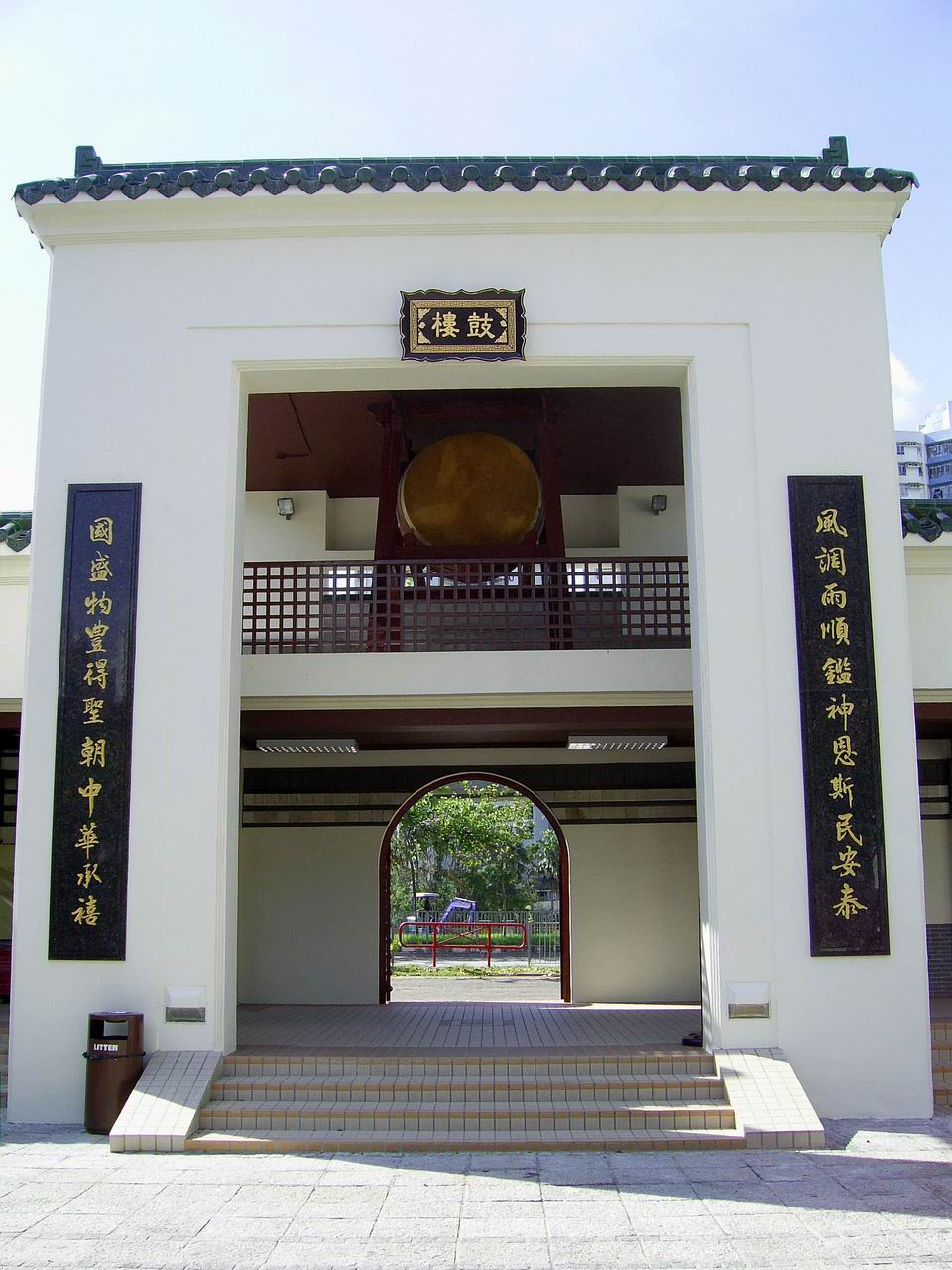
鼓樓
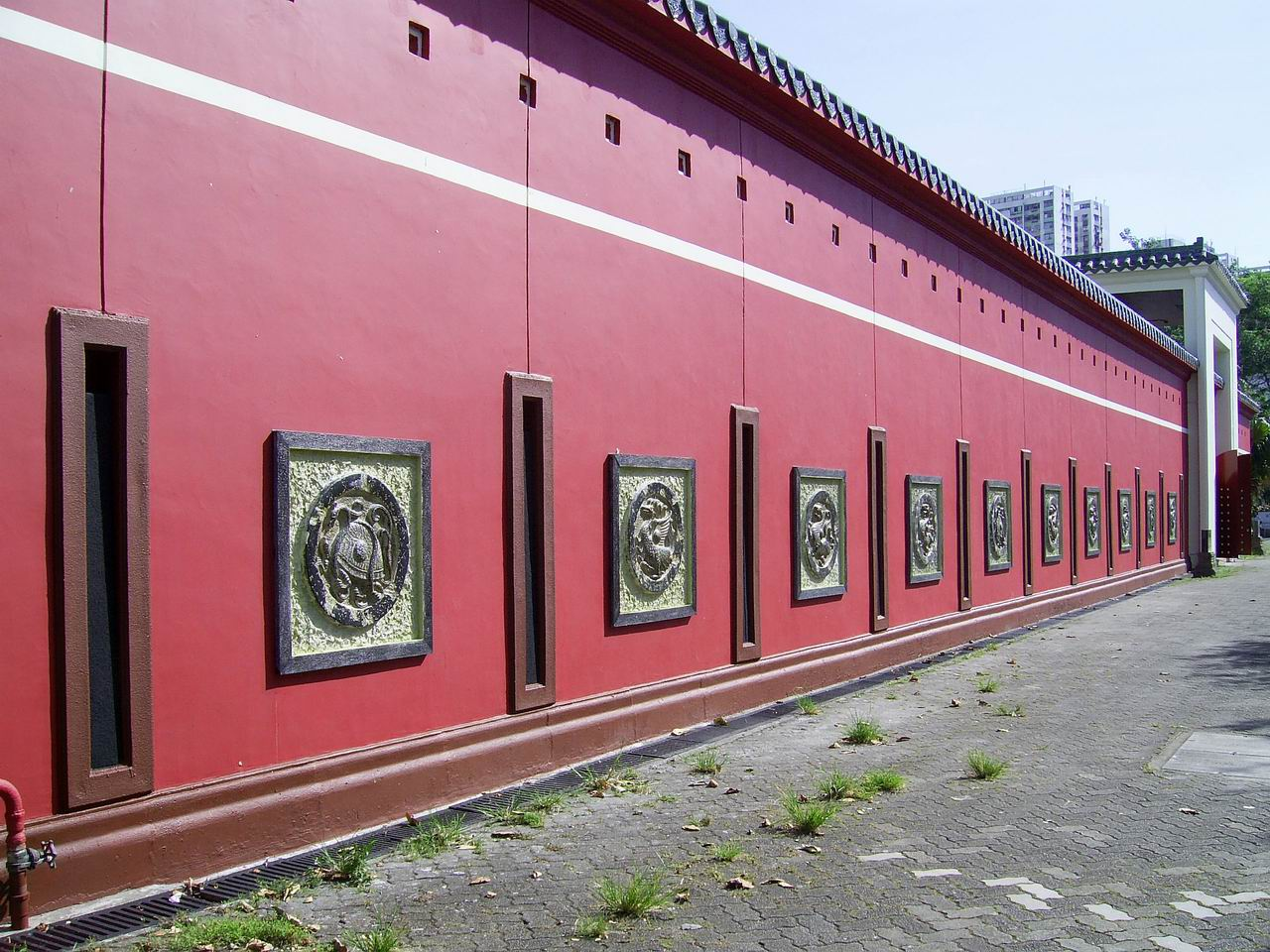
外牆
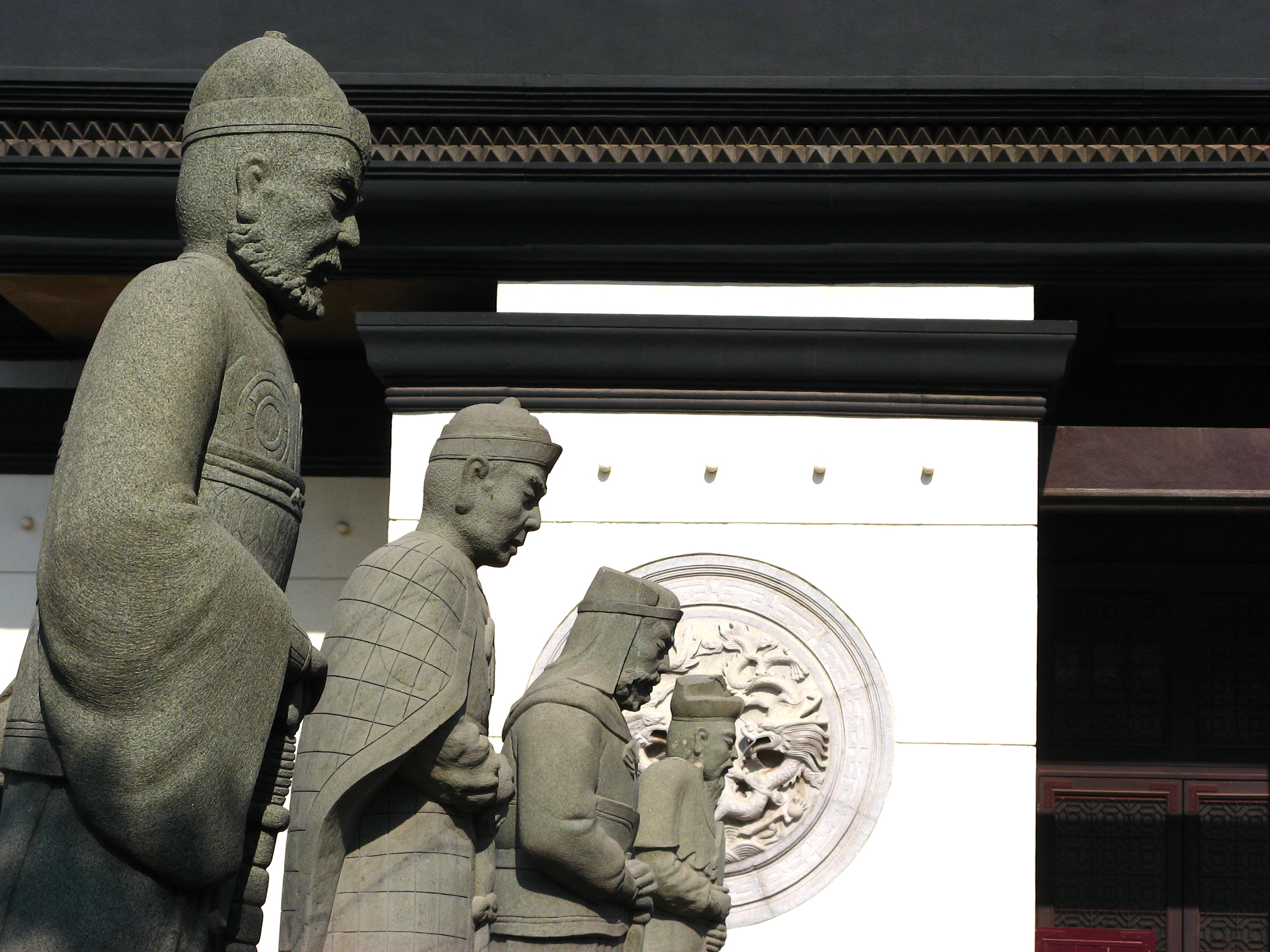
主殿外的石像

### 2010年重修
2010年5月起，廟內正殿部份進行重修工程，包括翻新廟殿、洗手間及於長廊添置陶瓷裝飾，並將外牆顏色改為紅色。工程已於2010年12月完工。

## 開放時間
- 新春期間

| 年廿九/年三十至年初一 | 23:00開放至翌日22:30 |
| 年初二                | 07:00開放至22:30     |
| 年初二晚至年初三      | 23:00開放至翌日22:30 |

- 一般日子：07:00開放至18:00

## 交通
由於車公廟經常吸引不少遊客及善信遊覽及參拜，因此附近設有港鐵屯馬綫的車公廟站以應付如車公誕時的龐大人流。